# 数据库管理员
数据库管理员（英語：Database administrator，簡稱DBA），是负责管理数据库的人。数据库管理员负责在系统上运行数据库，执行备份，执行安全策略和保持数据库的完整性。因为管理数据库是个很庞大的职务，每个公司或组织的数据库管理员的需要也是很不同。一个大公司可能有很多数据库管理员，但是一个小公司可能也没有数据库管理员，而让系统管理员管理数据库。

## 技能
- 資料庫理論
- 資料庫設計
- - Oracle数据库、IBM DB2、Microsoft SQL Server、MaxDB、MySQL
- SQL
  - PL-SQL、Transact-SQL
- NoSQL
  - MongoDB、Redis、LevelDB、Apache HBase

## 專業證照
- OCA DBA〈發照單位：Oracle〉
- OCP DBA〈發照單位：Oracle〉
- MCDBA〈發照單位：Microsoft〉
- MySQL CMDBA〈發照單位：Sun Microsystems〉
- MySQL CMCDBA〈發照單位：Sun Microsystems〉